# 時報イーグルス
時報イーグルス（じほうイーグルス、中国語: 時報鷹）は、かつて中華職業棒球聯盟に所属していたプロ野球チーム。

## 概要
前身は1990年に結成された「黑鷹棒球隊」であり、翌1991年に中国時報集団の後援を受け、時報鷹隊となった。「暴力鷹」の愛称を持つ。チームカラーは黒色と白色。歴代の監督は李瑞麟及び林信彰であり、代表的な選手としては「棒球王子（野球王子）」廖敏雄、「不良」曾貴章、「神奇小子（マジックマン）」黄裕登、「盗俠（スチール・ガイ）」張耀騰が挙げられる。
1997年前期にリーグ優勝したが、翌1998年「黒鷹事件」と呼ばれる野球賭博事件に関連したため解散した。現在も中国時報集団の系列企業である中天電視公司の支援の下、球団在籍者で「時報鷹棒球教練隊」（時報イーグルス野球コーチ団）が組織され活動している。

## 沿革
- 1988年 - 鉅聲公司の責任者（負責人）周子玉が「瘋馬大力士趣味棒球隊」を結成する。
- 1990年 - 周子玉が正式に「黒鷹棒球隊」（ブラックイーグルス）を設立する。
- 1991年 - 台東農工青棒隊等と提携する。また、甲組球隊の資格を取得する。チームが中国時報に身売りし時報イーグルス（時報鷹隊）となる。
- 1992年 - ヤクルトスワローズに在籍していた郭建成と契約し、プロ参入の準備を始める。
- 1993年 - 広島東洋カープと技術交流の契約に合意。中華職業棒球聯盟に加盟、プロ野球に参入する。
- 1997年 - 前期優勝したが、尤伸評・張耀騰（中国語版）を除く台湾人選手全員が野球賭博に関わっていたため、前期優勝記念パーティーの直後から出場停止の処分を受けた（黒鷹事件）。新規に選手を募集するとともにリーグ参加の他チームから白昆弘（中国語版）等替わりの選手を受け入れることで後期リーグの日程に参加した。この時に参加した選手を二代鷹と呼ぶ。初参加の台湾シリーズは味全ドラゴンズに2勝4敗で敗れた。シーズン終了後に一年間の参加停止と全ての球団関係者との契約解除が発表された。
- 1998年9月16日 - 球団が正式に解散した。
- 2004年10月23日 - 「時報鷹棒球教練隊」が結成された。
- 2013年10月2日 - 広島東洋カープに所属していた菊地原毅が現役引退表明。これにより時報イーグルスに在籍経験のある選手は全て現役引退した事となった[3]。

## 過去に在籍していた選手
| 監督 - 李瑞麟 - 林信彰 コーチ - 永射保 - 王澄豐 - 陳耿佑 - 徐生明 - ダニエル・デビッド(大偉) - 堀井恒雄 - 福富邦夫 - 石橋文雄 - 熊澤秀浩 - サント・アルカラ(山多士) - エリー・ロドリゲス(艾力) - 狄多 |  | 投手 - 卓琨原 - 邱啓成 - 郭建成 - 曾政雄 - 黄裕登 - 劉明吉 - 蔡旭峰 - 蔡明宏 - 蔡重光 - 謝佳訓 - 川島堅 - 矢野和哉 - 池田郁夫 - 菊地原毅 - 鈴木健 - パスカル・ペレス(大瑞) - デルフィノ・メヒア(迪飛諾) - ダニー・レオン(丹尼) - ジョー・ストロング(史東) - ラベロ・マンザニーロ(尼洛) - デビッド・トルジョン(多情) - ランディ・クレイマー(克拉馬) - ロビンソン・チェコ(奇戈) - エフレイン・バルデス(威迪) - スティーブ・ストーウェル(美楽) - ホセ・マルティネス(馬丁尼) - マリオ・サンギルベルト(馬力) - マリアーノ・サントス(馬力安) - マーク・ザッペリ(馬克) - ホセ・デレオン(雷龍) - ジェームス・レイ(捷猛士) - ゲーリー・イーブ(捷銳) - ホアン・ドゥラン(裘恩) - フランシスコ・デラロサ(福哥) - ケルビン・ジョーンズ(愷文) - ラファエル・モンタルボ(羅飛) - マヌエル・ロマノ(羅曼) - ロビン・デイル(羅賓) |  | 野手 - 廖敏雄 - 尤伸評 - 王光熙 - 王保文 - 古勝吉 - 白昆弘 - 何良志 - 呉俊賢 - 李聰富 - 沈俊忠 - 趙子傑 - 王俊堯 - 孫家濬 - 張瑋 - 張正憲 - 張耀騰 - 許錫華 - 陳彦成 - 陳執信 - 陳慶國 - 謝奇勳 - 曾貴章 - 黄俊傑 - 楊章鑫 - 楊福群 - 卜南波 - 褚志遠 - 廖述仁 - 邵振宏 - 王俊堯 - 趙子傑 - 楊福群 - 千代丸亮彦 - デニー・ゴンザレス(丹尼歐) - フランシスコ・カブレラ(卡瑞拉) - バーナード・ブリトー(伯納德) - ティム・レイノルズ(雷諾) - ヘクター・ビヤヌエバ(威格) - チャールズ・ペーニャ(査力士) - ホセ・ゴンザレス(美楽黒) - フェリックス・ペルドモ(飛力) - ギャリック・ミレイ(祕雷) - ジュリアン・マルティネス(馬丁) - ホアン・ゲレーロ(傑恩) - ジョージ・ヒンショー(喬治) - ジャッキー・グティエレス(翔鷹) - ブライアン・ジャイルズ(愛快) - ルイス・ペレス(路易) - ラモン・タバレス(雷蒙) - ラリー・シー(辣銳) - ルーベン・サンタナ(魯賓) |

## 年度別成績

### レギュラーシーズン
| 年度 | 監督           | 順位 | 試合数 | 勝利 | 敗戦 | 引分 | 勝率 | ゲーム差 | 備考 |
| 1993 | 李瑞麟         | 5    | 90     | 36   | 52   | 2    | .409 | 18.0     |      |
| 1994 | 李瑞麟         | 3    | 90     | 46   | 43   | 1    | .517 | 18.5     |      |
| 1995 | 李瑞麟         | 3    | 100    | 49   | 50   | 1    | .495 | 13.5     |      |
| 1996 | 李瑞麟         | 2    | 100    | 56   | 41   | 3    | .577 | 4.0      |      |
| 1997 | 李瑞麟・林信彰 | 6    | 96     | 41   | 51   | 4    | .446 | 18.5     |      |
| 合計 |                |      | 476    | 228  | 237  | 11   | .490 |          |      |

### 台湾シリーズ
- 1997年 対味全ドラゴンズ 2勝4敗

## 日本のプロ野球との関係
広島東洋カープと技術交流契約を結んでおり、広島球団がドミニカ共和国に設立したカープアカデミー出身の選手を多く受け入れていた。また広島球団在籍中の選手を一時的に移籍させ出場させたりもしており、永射保・堀井恒雄・福富邦夫がコーチとして、川島堅・矢野和哉・池田郁夫・菊地原毅・鈴木健・千代丸亮彦が選手として入団した。